# Pseudo-Seneka
Pseudo-Seneka je rimska brončana bista iz kasnog 1. stoljeća prije Krista koja je otkrivena u Vili papirusa u Herculaneju 1754., najbolji primjer od dvadesetak primjeraka koji prikazuju isto lice. Izvorno se vjerovalo da prikazuje Seneku Mlađeg, znamenitog rimskog filozofa, jer su njegove mršave crte trebale odražavati njegovu stoičku filozofiju. Međutim, moderni se znanstvenici slažu da je vjerojatno riječ o fiktivnom portretu, vjerojatno namijenjenom ili Hesiodu ili Aristofanu. Smatra se da je izvorni primjer izgubljena grčka bronca iz c. 200 godina prije Krista. Poprsje se čuva u Museo Archeologico Nazionale u Napulju.
"Pseudo-Seneca" se također koristi za nesigurne autore raznih antičkih i srednjovjekovnih tekstova kao što je De remediis fortuitorum, koji navodno pripada rimskom autoru. Čini se da barem neki od njih čuvaju i prilagođavaju izvorni senekanski sadržaj, na primjer Formula vitae honestae Svetog Martina iz Brage (dc 580.), ili De differentiis quatuor virtutumvitae honestae ("Pravila za pošten život", ili "O četiri Kardinalne vrline"). Rana gđa. sačuvati Martinov predgovor, gdje on jasno kaže da je ovo njegova adaptacija, ali u kasnijim primjercima to je izostavljeno, a djelo se smatralo u potpunosti Senekinim djelom.

## Povijest
Tip ove biste je prvi identificirao kao "pravi" suvremeni portret Seneke Theodor Galle, zvanog Gallaeus, u republikaciji Fulvija Orsinija Imagines et Elogia Virorum Illustrium et Eruditor ex Antiquis Lapidibus et Nomismatib[us] u Antwerpenu. ... u vrijeme kada je uzorna slika velikana bila inspirativnija od kvalitete i karaktera umjetničkog djela koje ga je utjelovilo. Do 17. stoljeća otkriveno je desetak primjera intenzivnog i iscrpljenog "Pseudo-Seneke", a od tada je otkriveno još toliko.
Slijedeći primjer Cicerona, koji je svoju radnu sobu ukrasio bistama, ili imagines illustrium koji je naseljavao vilu Pollija Feliksa u Sorrentu, koju je opisao Stacije, gospoda i znanstvenici 16. i 17. stoljeća bili su željni stalno imati pred očima primjere velikih pisaca klasične antike: "učeni diljem Europe gledali su sa strahopoštovanjem i odanošću u stoičkog filozofa, mršavog, čak neotesanog, prezirnog prema luksuzu i pokvarenosti Neronova dvora, i uskoro počiniti samoubojstvo". Verzija glave iz ranog 17. stoljeća koja se sada nalazi među mramorima Arundel u muzeju Ashmolean vjerojatno je bila u vlasništvu dvorskog slikara Petera Paula Rubensa.
Winckelmann je brzo prepoznao izvanrednu kvalitetu herkulanske verzije Pseudo-Seneke, kako je još uvijek nadaleko poznata, iako je već počeo sumnjati da je poprsje Senekino još 1764. Njegova je gravura objavljena u veličanstveno izrađenoj seriji folija koja se pojavila pod kraljevskim pokroviteljstvom Ferdinand I. od Dviju Sicilija, Le Antichità di Ercolano (sv. V, 1767).
Godine 1813. pronađena je rimska slika Seneke na ispisanom mramornom portretu, koji je prikazivao čovjeka sasvim drugačijih crta lica. Od tada se pretpostavlja da bista predstavlja mnoge druge ljude, uključujući Ezopa, Arhiloha, Aristofana, Kalimaha, Karneada, Epiharma, Eratostena, Euripida, Hezioda, Hiponaksa, Lukrecija, Filemona i Filitasa s Kosa. Gisela Richter je sugerirala da se Hesiod čini najprihvatljivijim, prijedlog koji su drugi komentatori podržali.
Erika Simon vjerovala je da predstavlja Hesioda i da je izgubljeni original nastao u krugu Kratesa iz Mallosa i kipara friza Pergamonskog oltara. Online prezentacija Museo Archeologico Nazionale, Napulj  opisuje stanje rasprave na sljedeći način:

## Vanjske poveznice
|  | Zajednički poslužitelj ima još gradiva o temi Pseudo-Seneka |